# Japan i olympiska vinterspelen 2014
Japan deltog i de olympiska vinterspelen 2014 i Sotji, Ryssland, med en trupp på 136 atleter fördelat på 15 sporter.
Fanbärare av den japanska truppen på invigningen i Sotjis Olympiastadion var Ayumi Ogasawara som tävlade i curling.

## Medaljörer
| Valör  | Namn         | Gren                                 | Datum       |
| ------ | ------------ | ------------------------------------ | ----------- |
| Guld   | Yuzuru Hanyu | Herrarnas singelåkning i konståkning | 14 februari |
| Silver | Ayumu Hirano | Herrarnas halfpipe i snowboard       | 11 februari |
| Silver | Akito Watabe | Normal backe i nordisk kombination   | 12 februari |
| Brons  | Taku Hiraoka | Herrarnas halfpipe i snowboard       | 11 februari |